# George Chigova
George Chigova (Harare, 4 marzo 1991 – Pretoria, 15 novembre 2023) è stato un calciatore zimbabwese, di ruolo portiere.

## Palmarès

### Club

#### Competizioni nazionali
- Coppa di Lega sudafricana: 1

SuperSport United: 2014